# A Way of Life
A Way of Life è il nono album dei Funeral Dress, pubblicato nel 2003 dalla SOS Records.

## Tracce
Tutte le tracce dei Funeral Dress eccetto ove indicato
1. Spirit of the Streets – 3:39
2. Down Under – 3:03 (Men at Work)
3. A Way of Life – 3:03
4. Fade Away – 3:21 (Funeral Dress, Lesher)
5. Party On – 3:04
6. Quipel – 2:33
7. Terrorist Attack – 3:15
8. Joint the Kids – 2:24
9. Cops Are No Human Beings – 2:50
10. Dashion Freak – 2:46
11. Homeless – 3:09
12. Under Age – 2:50
13. No Way Out – 2:28
14. Party Political Bullshit – 2:50
15. Sex, Drugs & Rock N Roll – 2:03
16. Beer Is Good (Outro) – 1:33

## Formazione
- Dirk – voce
- Strum – chitarra, voce
- Ivo – chitarra
- Stefke – basso
- Joost – batteria